# Йоан Младенович
Йоан (на сръбски: Јован или Jovan) е епископ на Сръбската православна църква.

## Биография

### Ранни години
Роден е като Йован Младенович (Јован Младеновић) на 11 септември 1950 година в село Добраче. Родителите му Радойко и Стана са привърженици на движението на владиката Николай Велимирович и имат 14 деца. На 11 години Йован Младеновеч става послушник в Клисурския манастир. Пред декември 1963 година постъпва като послушник в Студенишкия манастир. Там попада под влиянието на новоназначения игумен Юлиан Кнежевич и на йеромонах Симеон Василиевич. В 1967 - 1969 година завършва монашеското училище в Острожкия манастир с отличен успех. След военната си служба, на 24 април 1971 година е замонашен под името Йоан (Јован) от епископ Василий Жички, който на следния ден го ръкополага за дякон. Виза в братството на Студенишкия манастир. Учи задочно в семинарията „Свети Сава“ в Белград и докато е ученик на 29 юли 1973 година е ръкоположен за йеромонах от епископ Василий. В 1974 година завършва семинарията с отличен успех. В 1976 година с благословията на епископ Василий се записва в Богословския факултет на Белградския университет, като слуша лекции и в отдела за история на Философския факултет. Става наместник на Студенишкия манастир и заместник на игумените Юлиан и Симеон. На 25 юли 1980 година по единодушно предложение на братството е въведен като студенишки игумен, която длъжност заема до избора си за епископ. Владиката Стефан Жички го прави в 1983 година сингел, в 1986 – протосингел и в 1993 година – архимандрит.
Като игумен на Студеница Йоан подобрява администрацията на манастира. Организира чести важни богословски и научни симпозиуми с участието на видни чужди и сръбски учени. В 1986 година организира и честване на осемстотингодишнината на манастира, на което присъстват над сто хиляди души.

### Тетовски епископ
На редовно заседание на Светия синод на Сръбската православна църква на 25 май 1993 година архимандрит Йоан е избран за тетовски епископ с права на управляващ архиерей, и с длъжност управляващ епархиите на Сръбската православна църква в Република Македония и викарий на патриарх Павел Сръбски. Ръкоположен е на 25 юли 1993 година, празника на чудотворната икона Света Богородица Троеручица Хилендарска, в църквата „Успение Богородично“ в Студеница от патриарх Павел в съслужение с двадесет и пет епископи на Сръбската православна църква. Властите в Република Македония, подкрепящи самопровъзгласилата се за автокефална Македонска православна църква, създават пречки пред дейността на епископ Йоан Тетовски и той успява единствено да основе дванадесет църковни общини и да назначи трима свещеници. Установява се в манастира „Свети Прохор Пчински“, за да може да поддържа контакт с паството си в Република Македония. Йоан Тетовски развива и благотворителна дейност, като организира съживяването на народните кухни с включването на Конференцията на европейските църкви.

### Западноамерикански епископ
На сесията през май 1994 година Светият синод избира епископ Йоан Тетовски за владика на Западноамериканската епархия. Въдворен е в катедралния храм „Свети Стефан Първовенчани“ в Алхамбра, Калифорния, на 18 септември 1994 година от патриарх Павел с участието на дотогавашния управляващ епархията среднозападноамериканския митрополит, епископите Стефан Жички, Георгий Канадски, Митрофан Източноамерикански, Тихон от Американската православна църква и архимандрит Юлиан Студенички.
По време на осемте си години управление на епархията Йоан създава девет нови енории и обновява и възстановява църквите в Морага, Лос Анджелис, Джаксън, Юджийн. Епископ Йоан вкарва под юрисдикцията на Сръбската православна църква и манастирите „Свети Герман Аляски“ в Платини и „Свети Паисий Величковски“ в Аризона, както и три скита. При напускането на САЩ оставя в страната около 60 монаси и монахини и така допринася за възраждането на епархията и за засилване на ролята на православието в духовния живот на Америка. Епархията има и силна публикационна активност, като издава произведения на водещи православни богослови. Епископ Йоан е част от делегацията на Сръбската православна църква за освещаването на възстановения храм „Христос Спасител“ в Москва.

### Шумадийски епископ
В 2002 година на редовно заседание на Светия синод на 1 септември 2002 година е избран за шумадийски епископ. Въдворен е в катедралната църква „Успение Богородично“ в Крагуевац от епископ Василий Зворничко-Тузлански, администратор на Шумадийската епархия. От 2004 до 2006 година е член на Светия синод. През пролетта на 2006 година води делегацията на Сръбската православна църква в ООН и САЩ, която се опитва да работи за по-благоприятно решение на статута на Косово. Със същата задача епископ Йоан пътува до Брюксел и Германия. През ноември 2005 година е начело на делегацията, която участва в интронизацията на патриарх Теофил III Йерусалимски. Значителна и неговата мисионерска посещения, от името на Сръбската православна църква в Австралия, придружен от патриарх Павле в манастира Хилендар сред православните вярващи в Южна Африка. Ходи на мисии в Австралия, Хилендар и Южна Африка. Домакин е на двестагодишнината от Първото сръбско въстание в Орашац през 2004 година, на два века от първота сръбско правителство в манастира Волявчи в 2005 година и на шестотингодишнината от основаването на манастира Каленич през октомври 2008 година.
Епископ Йоан се грижи и за подновяване на монашеския живот в епархията си. Основава няколко нови манастири със значителен брой нови монаси и послушници – Брезовац, Челие при Лазаревац, Прерадовац, Петковица, Пиносава, Манастирак. Други манастири обновява и урежда съобразно стария монашески ред – Свети Лука в Бошнян, Йошаница, Денковац, Саринац, Дивостин. Строи и обновява и много храмове.